# Stadt Emden
Der Museumslogger Stadt Emden ist ein hölzerner deutscher Segellogger. Er trägt die Fischereinummer AE 7. Zusammen mit dem Feuerschiff Amrumbank und dem Seenotkreuzer Georg Breusing liegt das  Museumsschiff im Emder Ratsdelft. Dort wurde es im Frühjahr 1995 vertäut.

## Geschichte
Die Stadt Emden wurde 1908 auf niederländische Rechnung auf einer Scheveninger Werft als Segellogger gebaut und als solcher bis 1931 als Heringslogger zum Fischfang mit Treibnetzen betrieben. Danach nutzte man das Schiff weiterhin unter Segeln als Zementfrachter in der norwegischen Küstenfahrt. 1950 erhielt das Schiff dort einen Dieselhilfsmotor.
1977 kam das Schiff nach Bremerhaven, wo zunächst geplant war, es zur schwimmenden Gaststätte umzubauen. Nachdem diese Pläne nicht umgesetzt worden waren, gelangte der hölzerne Segellogger 1987 als Stiftung von Werner Kühn aus Bremerhaven an den Arbeitskreis Museumslogger e. V. nach Emden. Dieser nahm 1988/89 eine erste innere Restaurierung der Stadt Emden in eigener Regie vor, die sich an der Form und Raumaufteilung eines Loggertyps aus der Zeit um 1872 orientierte. Grundlage waren Baupläne des Visserijmuseums (Fischereimuseums) Vlaardingen und der Meyer Werft in Papenburg.
Im Januar 2010 fand eine grundlegende Sanierung des Schiffsrumpfes (Neubeplankung nach Spantenbruch) sowie der Austausch eines Masts auf der Bültjer Bootswerft in Ditzum statt. Die Kosten betrugen rund 250.000 Euro. Die Deutsche Stiftung Denkmalschutz beteiligte sich daran mit 25.000 Euro.